# علي السالم الصباح
الشيخ علي السالم الصباح (1898 - 1928)؛ هو ابن حاكم الكويت التاسع الشيخ سالم المبارك الصباح من زوجته الشيخة لطيفة حمود صباح الصباح. قتل بمعركة الرقعي عام 1928.

## مقتله
بتاريخ  28 يناير 1929 وتحديدا في صحراء تدعي الرقعي والتي تقع علي الحدود السعودية الكويتية ، وصل الشيخ علي السالم الصباح لمكان معركة الرقعي بعد انتهائها بسبب عطل في سيارتة ، الأمر الذي اغضبه وأمر قواتة بالأستمرار بالتفدم خلافا للأوامر المباشرة وقد وصل حفر الباطن ونشبت معركة جانبية إنسحبت القوات الكويتية وقتها وحوصر الشيخ علي السالم الصباح بسبب ان سيارته علقت بالرمال وحينها نفذت منة الذخيره مما ادى إلى استسلامة وقتله هو ومرافقية.

## حياته العائلية
تزوج بكل من:
- الشيخة لولوة ناصر المبارك الصباح، وأنجبت له: الشيخ سالم.
- وضحة بنت دويع العجمي، وأنجبت له: الشيخ جابر.
- لولوة الجمعة
- الشيخة شيخة.